# Lista de presidentes da Assembleia Legislativa do Amapá
Esta é uma lista de presidentes da Assembleia Legislativa do Amapá desde 1991 até a última e atual legislatura. 
Atualmente, a Assembleia Legislativa do Amapá possui 24 deputados, eleitos para mandatos de quatro anos, sendo renovados sem limite de reeleição. As eleições para deputado são feitas junto com as eleições para presidente da república, governador de estado, senador e deputado federal, dois anos após as eleições municipais. 
A atual Presidente da Assembleia Legislativa do Amapá é a deputada Alliny Serrão filiada ao União Brasil.
| Nº | Nome do deputado    | Imagem | Início do mandato       | Fim do mandato          | Naturalidade | Partido |
| -- | ------------------- | ------ | ----------------------- | ----------------------- | ------------ | ------- |
| 1  | Nelson Salomão      |        | 1 de fevereiro de 1991  | 31 de dezembro de 1993  | Santarém     | PFL     |
| 2  | José Miranda Coelho |        | 1 de fevereiro de 1993  | 31 de dezembro de 1995  | Macapá       | PRN     |
| 3  | José Miranda Coelho |        | 2 de fevereiro de 1995  | 31 de janeiro de 1999   | Macapá       | PSL     |
| 4  | Fran Júnior         |        | 2 de fevereiro de 1999  | 31 de janeiro de 2001   | Mazagão      | PMDB    |
| 5  | Fran Júnior         |        | 1 de fevereiro de 2001  | 31 de janeiro de 2003   | Mazagão      | PMDB    |
| 6  | Lucas Barreto       |        | fevereiro de 2003       | fevereiro de 2007       | Macapá       | PTB     |
| 7  | Jorge Amanajás      |        | fevereiro de 2007       | 31 de dezembro de 2010  | Chaves       | PSDB    |
| 8  | Moisés Souza        |        | 1 de janeiro de 2011    | 31 de janeiro de 2013   | Macapá       | PSC     |
| 9  | Moisés Souza        |        | 1 de fevereiro de 2013  | 28 de março de 2016     | Macapá       | PSC     |
| 10 | Kaká Barbosa        |        | 31 de março de 2016     | 4 de agosto de 2016     | Macapá       | PTdoB   |
| 11 | Jaci Amanajás       |        | 5 de agosto de 2016     | 15 de fevereiro de 2017 | Macapá       | PV      |
| 12 | Kaká Barbosa        |        | 15 de fevereiro de 2017 | 5 de fevereiro de 2019  | Macapá       | PL      |
| 13 | Kaká Barbosa        |        | 5 de fevereiro de 2019  | 13 de fevereiro de 2020 | Macapá       | PP      |
| 14 | Kaká Barbosa        |        | 13 de fevereiro de 2020 | 2 de fevereiro de 2023  | Macapá       | PL      |
| 15 | Alliny Serrão       |        | 2 de fevereiro de 2023  | em exercício            | Macapá       | UNIÃO   |